# كريبانط زاحف
كريبانط زاحف (الاسم العلمي:Cryptanthus reptans) هو نوع من النباتات يتبع جنس الكريبانط من الفصيلة البروميلية.